# Anurophorus oredonensis
Anurophorus oredonensis är en urinsektsart som beskrevs av Cassagnau 1953. Anurophorus oredonensis ingår i släktet Anurophorus och familjen Isotomidae. Inga underarter finns listade i Catalogue of Life.